# Кнудсен, Оливер
Оливер Кнудсен (дат. Oliver Knudsen, род. 8 января 1999, Силькеборг, Орхус) — датский профессиональный велогонщик, выступающий за команду CeramicSpeed Herning CK Elite.

## Спортивная карьера

### Ранние годы и начало карьеры
Спортивный путь Оливера Кнудсена начался в юниорском возрасте. Уже в 2017 году он начал показывать первые заметные результаты в юниорских соревнованиях, заняв 9-е место на 5-м этапе Тура Химмельфарта среди юниоров и 8-е место на 3-м этапе молодёжного тура Youth Tour. Эти результаты позволили молодому гонщику заявить о себе на датской велосипедной сцене.
Его профессиональный путь начался в 2018 году, когда он присоединился к команде Team OK Kvickly Odder. Это была первая команда в карьере Оливера, где он получил возможность развиваться как профессиональный велогонщик и набираться опыта в соревнованиях различного уровня.

### Профессиональная карьера
2019 год стал значимым в карьере Кнудсена. Продолжая выступать за Team OK Kvickly Odder, он добился серьёзного успеха на национальном уровне, заняв второе место в групповой гонке на Чемпионате Дании среди гонщиков до 23 лет. Этот результат стал одним из наиболее значимых в его ранней карьере и подтвердил его потенциал.
В том же году он показал стабильные результаты в нескольких датских соревнованиях: 6-е место на гонке Aalborg Gadeløb, 10-е место на Herning City Gadeløbet, 5-е место на Sparekassen Kronjylland BCK, 10-е место на AGU Løbet, 7-е место на Vejle Løbet, 6-е место на многодневке Три дня на севере.

### Международный опыт (2020—2021)
В 2020 году Оливер перешел в британскую команду Holdsworth Zappi RT, что позволило ему получить опыт выступлений за пределами Дании. В этом сезоне он занял 3-е место на гонке Poul Erik Bech Løbet, что стало его лучшим результатом в том году.
2021 год ознаменовался переходом в итальянскую команду V.C.Mendrisio. Это позволило Кнудсену получить ценный опыт выступлений в Италии, стране с богатыми велосипедными традициями. В этот период он показал несколько хороших результатов: 10-е место на Gp Somma, 6-е место на Targa Crocifisso — Polignano a Mare, 9-е место на GP Ticino-Lodrino, 9-е место на Классике Примавера

### Переход на уровень UCI Continental (2022—2023)
Важным шагом вперед в карьере Кнудсена стал переход в 2022 году в датскую континентальную команду Restaurant Suri-Carl Ras, имеющую статус UCI Continental. Это позволило ему участвовать в гонках более высокого уровня. В этом сезоне он добился следующих результатов: 8-е место на Гран-при Рингерике, 10-е место на 3-м этапе Тура Нормандии, участие в GripGrab Grand Prix, 3-е место на Frederiksberg EL løbet, 5-е место на Deloitte løbet — Kolding BC, 8-е место в Три дня на севере.
В 2023 году Оливер перешёл в команду Leopard Togt Pro Cycling, также имеющую статус UCI Continental. В этом году он принял участие в Tour of Norway 2023, где стартовал под номером 98. Среди его результатов в этом сезоне: 9-е место на Kolding BC Løbet, 9-е место на Deloitte løbet — Kolding BC, 

### Последние сезоны (2024—2025)
В 2024 году Кнудсен вернулся в Данию, присоединившись к команде CeramicSpeed Herning CK Elite. В этом сезоне он показал стабильные результаты: 5-е место на Campione Pinse Cup — Horsens, 7-е место на Fredericia CC, 5-е место на HCC Løbet, 7-е место на Agro-Top Løbet Skive, 5-е место на Horsens Løbet.
В 2025 году Оливер перешел в итальянскую команду ASD Swatt Club, где продолжает свою карьеру в настоящее время. В начале 2025 года он уже успел показать неплохие результаты: 7-е место на Rhodes GP (категория UCI 1.2), 47-е место в общем зачёте на Visit South Aegean Islands Tour (категория UCI 2.2).

## Достижения

### Шоссе
2017
9-й на 5-м этапе Тура Химмельфарта, юниоры
8-й на 3-м этапе Youth Tour
2019
2-й на Чемпионате Дании, групповая гонка, U23
6-й на Aalborg Gadeløb
10-й на Herning City Gadeløbet
5-й на Sparekassen Kronjylland BCK
10-й на AGU Løbet
7-й на Vejle Løbet
6-й на Три дня на севере, этап в Йёрринге
2020
3-й на Poul Erik Bech Løbet
2021
10-й на Gp Somma
6-й на Targa Crocifisso — Polignano a Mare
9-й на GP Ticino-Lodrino
9-й на Классике Примавера
2022
8-й на Гран-при Рингерике
10-й на 3-м этапе Тура Нормандии
GripGrab Grand Prix
3-й на Frederiksberg EL løbet
5-й на Deloitte løbet — Kolding BC
8-й на Три дня на севере, этап в Йёрринге
2023
9-й на Kolding BC Løbet
9-й на Deloitte løbet — Kolding BC
2024
5-й на Campione Pinse Cup — Horsens
7-й на Fredericia CC
5-й на HCC Løbet
7-й на Agro-Top Løbet Skive
5-й на Horsens Løbet
2025
7-й на Rhodes GP

## Рейтинги
| Год                 | 2019   | 2020 | 2021 | 2022   |
| ------------------- | ------ | ---- | ---- | ------ |
| Мировой рейтинг UCI | 1514-й | -    | -    | 2511-й |
| Европейский тур UCI | 1009-й | -    | -    | 1535-й |
|                     |        |      |      |        |
| Источник: UCI       |        |      |      |        |